# Pfarrkirche Schwanenstadt

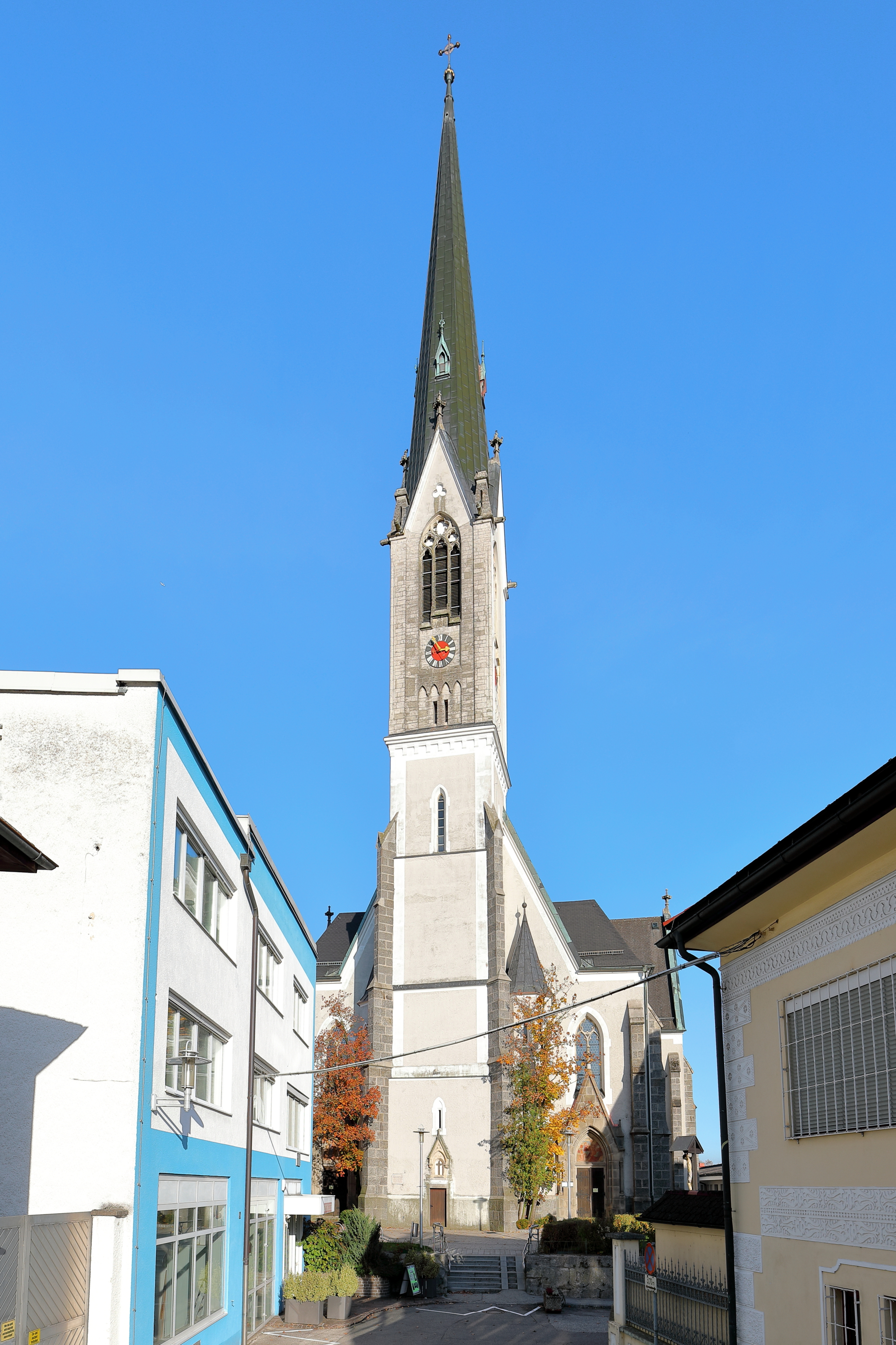
Westansicht der Stadtpfarrkirche

Die römisch-katholische Pfarrkirche Schwanenstadt steht südlich des Stadtplatzes von Schwanenstadt in Oberösterreich. Die dem Erzengel Michael geweihte Kirche gehört zum Dekanat Schwanenstadt in der Diözese Linz. Wegen ihrer Größe wird sie bisweilen „Dom an der Ager“ genannt. Die Kirche und die ehemalige Friedhofsfläche stehen unter Denkmalschutz.

## Geschichte

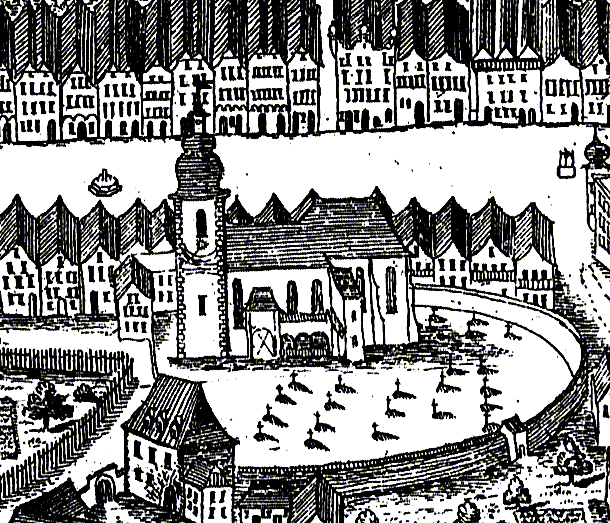
Die vom Friedhof umgebene barocke Kirche in der Topographia Austriae superioris modernae von Georg Matthäus Vischer (1674)

Die Pfarre Schwanenstadt wurde 1291 erstmals erwähnt und damals als Mittelpunkt einer großen und alten Hauptpfarre bezeichnet, zu der auch die später eigenständigen Pfarren Atzbach, Rüstorf und Desselbrunn gehörten. Sie geht vermutlich ins 8. Jahrhundert zurück, als im Zuge der agilolfingischen Klostergründungen von Mondsee und Kremsmünster und der diözesanen Neuordnung die ersten Pfarren entstanden. Neben der Siedlungsgeschichte des Ortes verweist auch das Patrozinium des hl. Michael in die karolingische Zeit.
Der ältesten Hinweis auf eine frühere Kirche ist die unter dem Chor gelegene Krypta, die von einem steinernen Bau aus dem 11. oder 12. Jahrhundert stammt. Diese romanische Kirche war vermutlich eine dreischiffige Basilika. Beim Marktbrand 1554 wurde die Kirche schwer beschädigt und unter Beibehaltung der Mauern des Langhauses und des spätgotischen Presbyteriums als dreischiffige Hallenkirche wieder aufgebaut. 1681 wurde der Chor in barocken Formen neu gebaut, wobei die alten gotischen Strebepfeiler übernommen wurden. Der Turm wurde bei einem Brand 1814 zerstört und 1829 in neuer Form wieder aufgebaut.
Da die Kirche als zu klein und wenig repräsentativ angesehen wurde, wurde unter dem Pfarrer Johann Georg Huber von 1900 bis 1902 nach den Plänen von Paul Hochegger unter der Ausführung des Architekten Matthäus Schlager ein dreischiffiger Neubau im neugotischen Stil errichtet. Vom Vorgängerbau blieben nur die Strebepfeiler der Apsis und der untere Teil des Turmes erhalten. Die Grundsteinlegung erfolgte am 16. September 1900 und die Einweihung am 19. Juli 1902 durch Bischof Franz Maria Doppelbauer. Die Baukosten betrugen 600.000 Kronen.

## Beschreibung

### Architektur
Die Kirche hat eine innere Grundfläche von rund 960 m², die Außenlänge beträgt 52 m und die größte Breite 35 m. Das innere Mittelgewölbe hat eine Höhe von 17 m und mit dem steilen Kirchendach misst die Kirche 29 m. Der Kirchturm mit dem steilen Spitzhelm ist ein Wahrzeichen der Stadt und hat eine Höhe von rund 80 m. An der südlichen Außenwand steht ein stark zerstörtes spätgotisches Relief mit einer Ölbergszene vom Ende des 15. Jahrhunderts. Außen am Chor befinden sich Grabsteine aus dem 16. bis 18. Jahrhundert.
Die dreischiffige Hallenkirche besteht aus einem sechsjochigen Langhaus und einem anschließenden Chor mit 3/8-Schluss. Auf der Höhe des zweiten Langhausjochs befindet sich das Querschiff. Das Gewölbe wird von massiven Rundsäulen aus Granit getragen.

### Ausstattung

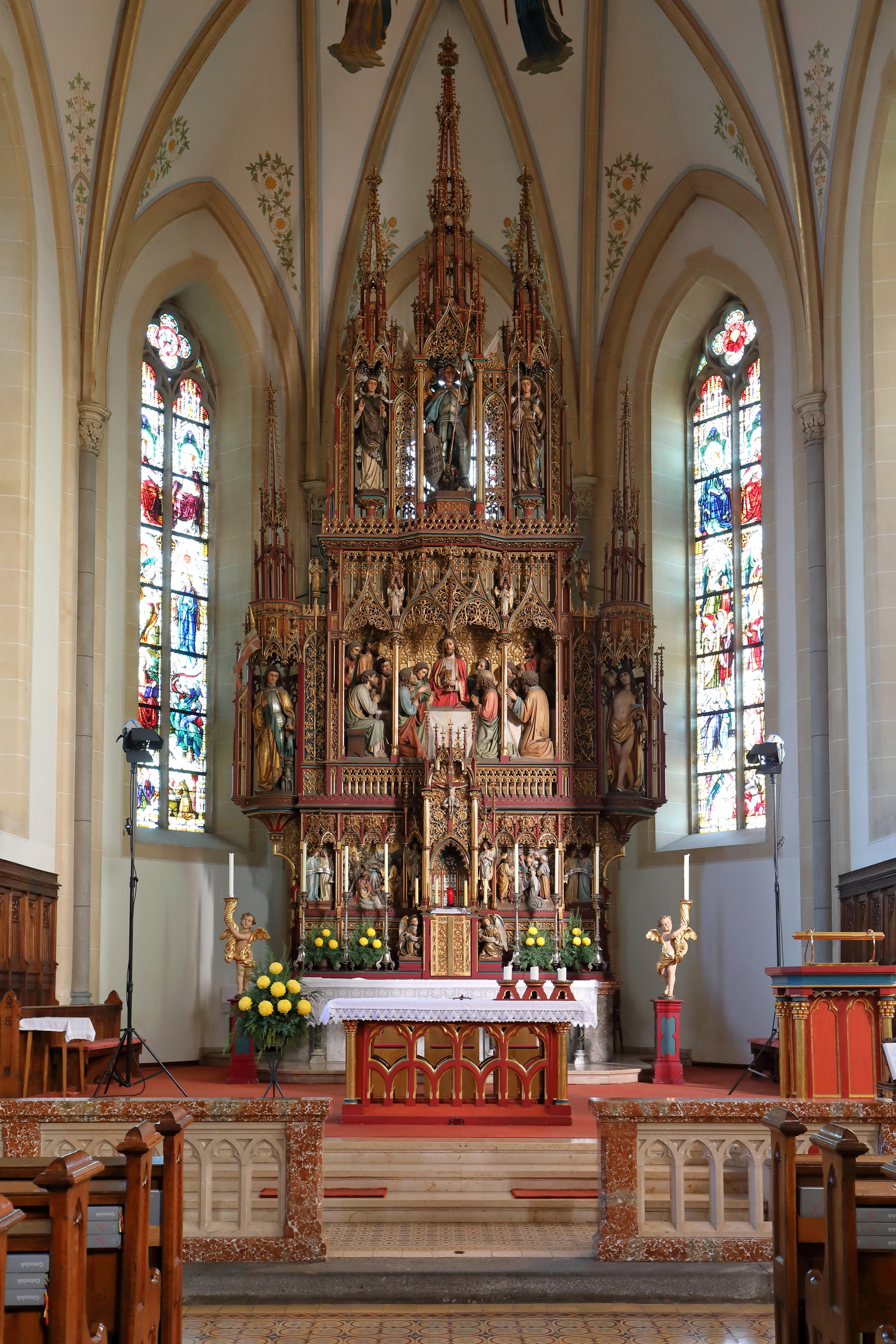
Neogotischer Hochaltar aus der Werkstatt von Ludwig Linzinger (um 1903)

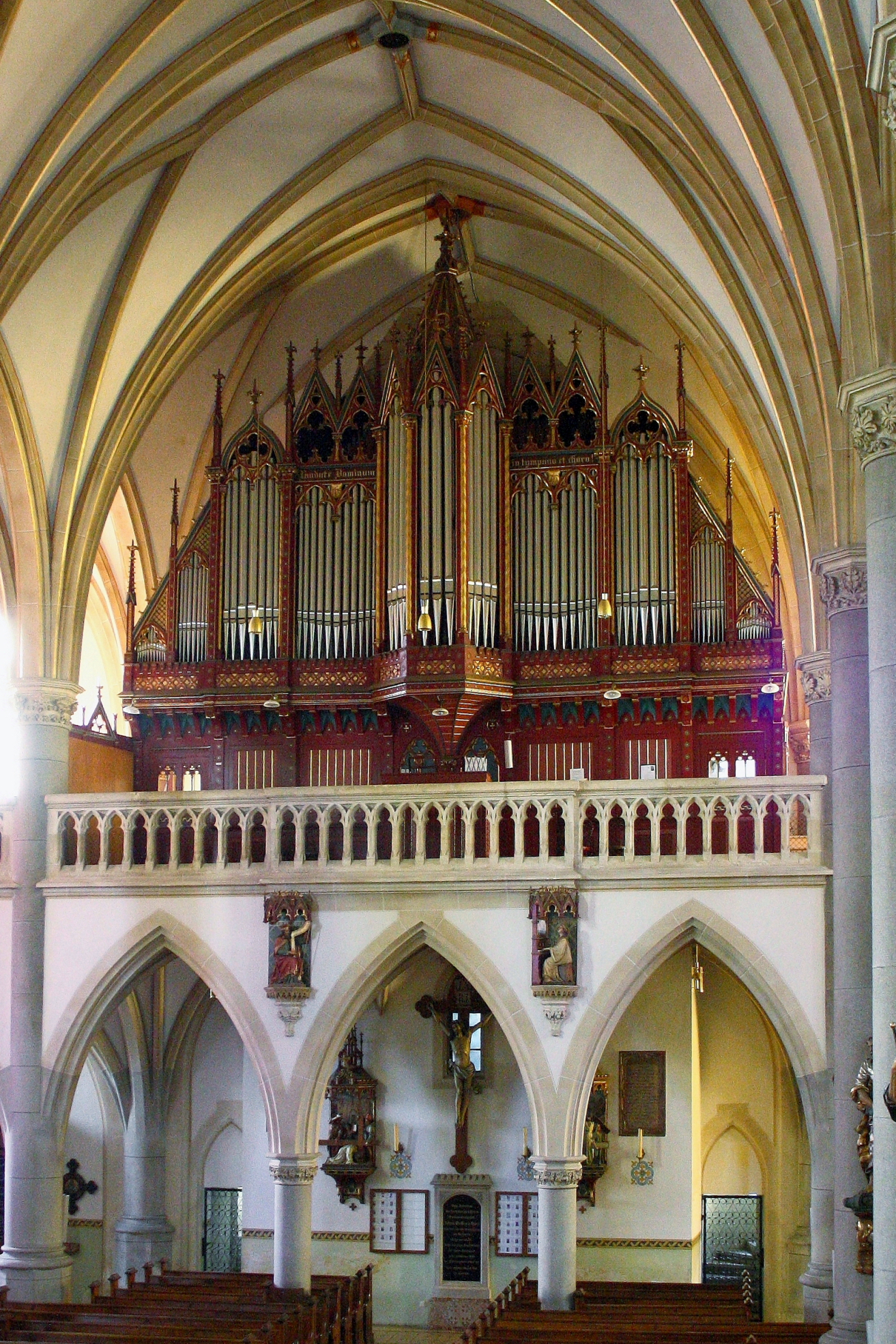
Blick zur Orgelempore

Die einheitliche neugotische Ausstattung wurde von 1902 bis 1907 in der Werkstatt von Ludwig Linzinger geschaffen.
Der Hochaltar von 1906 in der Form eines Schreins zeigt im Mittelteil eine lebensgroße geschnitzte Darstellung des Letzten Abendmahls, flankiert von den  Figuren der hll. Sebastian und Florian. Im Gesprenge befinden sich die Statuen der drei Erzengel, in der Mitte der Kirchenpatron Michael, flankiert von Gabriel und Raphael.
Die beiden Seitenaltäre sind als Flügelaltäre gestaltet. Der rechte Seitenaltar von 1907, der Dreifaltigkeitsaltar, zeigt ein Schnitzwerk der Krönung Mariens durch die heilige Dreifaltigkeit, der linke Seitenaltar von 1902, der Marienaltar, zeigt eine Marienstatue zwischen zwei Engeln. An der Predella unter dem Schrein befindet sich ein gotisches Relief der Grablegung Christi aus der Zeit um 1500.
An der rechten Seitenwand befindet sich eine um 1470 geschaffene spätgotische Mondsichelmadonna. An den Säulen wurden zwölf barocke Apostelstatuen aus der Zeit um 1750 vom Hochaltar der alten Kirche angebracht.
Die pneumatische Orgel mit 37 Registern ist ein Werk von Josef Mauracher aus dem Jahr 1905 und gilt als sein größtes und ist zugleich sein letztes Werk. 1995 wurde die Orgel durch Orgelbau Kuhn restauriert.

### Glocken
Die im Ersten Weltkrieg eingezogenen Glocken wurden 1920 durch Stahlglocken ersetzt, die  im Zweiten Weltkrieg im Turm verbleiben konnten. 1977 konnte durch Spenden ein neues Geläut mit fünf Bronzeglocken mit dem Gesamtgewicht von 4800 kg angeschafft werden, die von der Glockengießerei Perner in Passau gegossen wurden.